# 伊日馬區
65°01′N 53°55′E / 65.017°N 53.917°E
伊日馬區（俄语：Ижемский район），是俄羅斯的一個區，位於該國西北部，由科米共和國負責管轄，面積18,420平方公里，2010年人口18,771，人口密度每平方公里1.02人。